# 김형근 (야구 선수)
김형근(金亨根, 1983년 7월 7일 ~ )는 前 KBO 리그 야구 선수(투수)이다.

## 출신학교
- 대구수창초등학교
- 경운중학교
- 대구고등학교